# Curley Weaver
Curley James Weaver (Covington, Georgia, 1906. március 25. – Atlanta, Georgia, 1962. szeptember 20.) amerikai blues-zenész, ismert Slim Gordon néven is.

## Életrajz

### Korai évek
Weaver Covington-ban született (Georgia állam), Anyja, Savannah "Dip" Shepard Weaver, ismert zongorista volt, gitáros, aki megtanította Curleyt, valamint a barátja fiait, "Barbecue Bob"-ot és Charlie Hicks-et. Ők hárman egy csoportot alakítottak, amiben a harmonika játékot Eddie Mapp játszotta.

### Korai karrierje
Weaver Atlantába költözött 1925-ben, ahol segédmunkásként dolgozott, ugyanakkor az utcán zenélt a társadalmi eseményeken. Az első rögzített felvétele 1928-ban volt, amit a Columbia Records vett fel, ezt követően megjelentek lemezei különböző címek alatt. Rögzítette a saját felvételeit az 1920-as, 1930-as évek során, először az anyja által tanított stílusban, majd később Piedmont stílusban, de legismertebb a duettje Blind Willie McTell-lel, akivel az 1950-es évekig dolgozott, valamint Barbecue Bob, Fred McMullen zenészekkel és Buddy Moss harmonikással, gitárossal. Tagja volt a Georgia Brown felvételi csoportnak (Weaver, Moha, McMullen), valamint a Georgia Cotton Pickers-nek (Bob, Weaver, Moha). Az általuk alakított zenekar házibulikon játszott abban az időben.

### Későbbi évek
A második világháború után Weaver felvételeket rögzített New York és Atlanta államban szólóénekesként, valamint McTell-lel együtt. Utolsó felvétele 1949-ben volt. A vasútnál dolgozott egy darabig, majd megvakult az 1950-es években.
Halálának oka urémia (=veseelégtelenség) Covingtonban halt meg (Georgia állam), 1962-ben, 56 éves korában.
Lánya, Cora Mae Bryant (1926. május 1. – 2008. október 30.) szintén ismert blues zenész volt.